# Tân Thành, Bù Đốp
Tân Thành là một xã thuộc huyện Bù Đốp, tỉnh Bình Phước, Việt Nam.
Xã Tân Thành có diện tích 40,5 km², dân số năm 1999 là 7.419 người, mật độ dân số đạt 183 người/km².